# Basque Center for Applied Mathematics
Basque Center for Applied Mathematics (BCAM) (Centro Vasco de Matemática Aplicada) es un centro de investigación internacional en el ámbito de la Matemática Aplicada que forma parte de la red de Centros de Investigación Vascos de Excelencia (BERC) y que desarrolla su actividad en Bilbao desde septiembre del 2008.  BCAM, es fruto de una apuesta estratégica innovadora en el marco de la política vasca de ciencia e innovación del Gobierno Vasco y su Departamento de Educación, Universidades e Investigación.
BCAM cuenta con el apoyo de Ikerbasque, Innobasque y la Universidad del País Vasco (UPV) como socios fundadores y la Diputación Foral de Vizcaya como socio institucional y que cuenta con proyectos industriales y proyecto competitivos del Ministerio de Economía y Competitividad, el European Research Council (ERC) y la European Science Foundation (ESF), entre otros. También colabora en el Basque Cybersecurity Centre (BCSC).

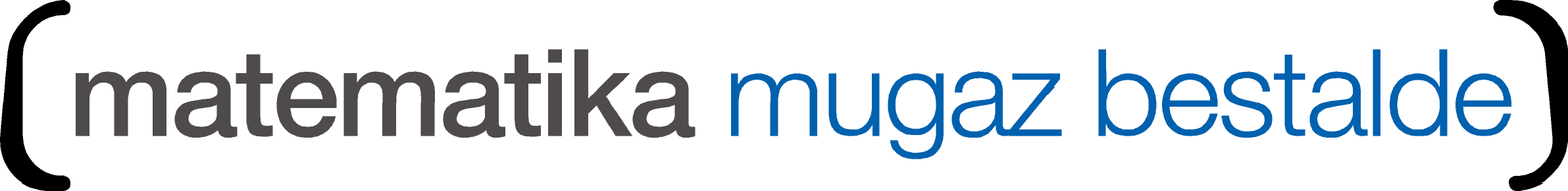
Lema de BCAM

## Programa Científico
El programa científico está estructurado en 5 áreas de investigación. Estas áreas están orientadas a ser el catalizador entre la investigación básica y la transferencia de tecnología:
- Computational Mathematics (CM)
- Mathematical Modelling With Multidisciplinary Applications (M3A)
- Mathematical Physics (MP)
- Partial Differential Equations, Control And Numerics (DCN)
- Data Science and Artificial Intelligence (DS)

## Nueva sede
Tres años después de su lanzamiento, el 22 de febrero de 2012, BCAM Inauguró sus propias instalaciones en la Alameda Mazarredo, 14 de Bilbao, acto presidido por la Secretaria de Estado de Investigación, Desarrollo e Innovación, Carmen Vela, por la Consejera de Educación, Universidades e Investigación, Isabel Celáa, el diputado general de Vizcaya, José Luis Bilbao y el alcalde de Bilbao, Iñaki Azkuna.

## Directores Científicos desde la creación de BCAM
- José Antonio Lozano, desde 10 de enero de 2019 -- En el cargo.
- Luis Vega, desde 8 de mayo de 2013 hasta 9 de enero de 2019.
- Tomás Chacón, desde 1 de octubre de 2012 hasta 11 de marzo de 2013.
- Enrique Zuazua, desde 1 de septiembre de 2008 hasta 31 de julio de 2012.

## Acreditación Severo Ochoa
El 18 de marzo de 2014, la Secretaria de Estado de Investigación y Desarrollo, Carmen Vela, anunciaba los 5 centros seleccionados para ser acreditados con la distinción <<Severo Ochoa>> en su convocatoria 2013, entre los 5 seleccionados se escontraba BCAM. En la convocatoria de 2017 el centro conseguía por segunda vez consecutiva esta acreditación de excelencia que se otorga a las mejores instituciones de investigación del mundo en su campo.